# John Walker (atléta)
John George Walker (Papakura, 1952. január 12. –) olimpiai bajnok új-zélandi középtávfutó.

## Sportpályafutása
Walker 1974-ben érte el első jelentősebb sikerét. A Nemzetközösségi Játékokon, 1500 méteren második helyezett lett a tanzániai Filbert Bayi mögött. A nagyszerű versenyen mind a ketten jobb időt futottak a fennálló világcsúcsnál, de még az ötödik helyezett is minden idők hetedik leggyorsabb 1500 méterét futotta akkor. Walker ezen a versenyen 800 méteren bronzérmes lett, élete legjobb idejével (1:44,92).
1975-ben Göteborgban futott 1 mérföldön világrekordot (3:49,4). Rekordját csak 1979-ben tudta megdönteni Sebastian Coe. Ebben az évben elnyerte az év atlétája címet is.
1976-ban Oslóban 2000 méteren ért el világcsúcsot (4:51,4), mellyel Michel Jazy 10 éve élő rekordját múlta felül közel 5 másodperccel. Walker ezt a versenyt tartotta élete legjobb futásának. Ezt az eredményt Sebastian Coe is csak beállítani tudta 1985-ben Budapesten. A montreali olimpiát az afrikai államok bojkottálták, így nem kerülhetett sor két év után a visszavágóra 1500 méteren, amelyen Bayi egyébként sem tudott volna részt venni maláriája miatt. Az 1500 méteres döntő lassú iramban indult, majd az utolsó 300 méteren Walker megkezdte finisét, végül az előnye kitartott a célig. 800 méteren meglepetésre még az elődöntőbe sem sikerült bejutnia.
1979-ben fedett pályán 1500 méteren állított fel újabb világcsúcsot (3:37,4). 1982-ben Oslóban futott új-zélandi csúcsot 1 mérföldön. Szintén ebben az évben a Nemzetközösségi Játékokon Brisbane-ben nyert ezüstérmet Steve Cram mögött 1500 méteren. Később 5000 méteres távon próbálkozott. A Los Angeles-i olimpián nyolcadik helyen végzett. Az 1986-os Nemzetközösségi Játékokon 5000 méteren ötödik, 1990-ben 1500 méteren 12. lett.
Az első versenyző volt, aki 100 alkalommal teljesítette az egy mérföldet, és ezt pályafutása során 135 alkalommal tette meg. Walkert beiktatták az új-zélandi sport halhatatlanjai közé, valamint a NOB olimpiai bronz érdemrenddel díjazta őt.
1996-ban bejelentette, hogy Parkinson-kórban szenved. Jelenleg feleségével egy lovas boltot üzemeltet Aucklandben valamint helyi képviselő Manukau Cityben.

## Fordítás
Ez a szócikk részben vagy egészben  a   John Walker (athlete) című angol Wikipédia-szócikk fordításán alapul.  Az eredeti cikk szerkesztőit annak laptörténete sorolja fel. Ez a jelzés csupán a megfogalmazás eredetét és a szerzői jogokat jelzi, nem szolgál a cikkben szereplő információk forrásmegjelöléseként.
1. ↑  World Athletics database
2. ↑  The London Gazette 46778 pp. 36
3. ↑  The London Gazette 52953 pp. 30
4. ↑  74363
5. ↑  https://dpmc.govt.nz/publications/queens-birthday-honours-list-2009